# 호랭총각
《호랭총각》은 만화가 강호진의 퓨전 코메디 만화이다. 사람들에 의해 양육되어 사람들의 말을 할 줄 아는 새끼 호랑이인 호랭총각과 그 호랭총각이 데리고 다니는 거대로봇인 우정가의 모험을 다루고 있다.

## 등장 인물
- 호랭총각

주인공. 어린 호랑이였으나 사람들에 의해 양육되면서 사람들의 말을 배우고 인과 의를 배웠다. 가난하고 소심하지만 본심은 착하고 순수하다. 항상 단짝인 우정가와 같이 다닌다.
6부부터는 호랭어사로 활약한다. 상당한 인맥의 소유자로 명나라 황제까지 그의 친구가 되었다.
- 우정가

그 정체는 천계의 병기. 여러 가지 농작물을 재배할 줄 알며 여러 가지 많은 재주가 있으며 심지어는 싸움까지도 잘한다. 굉장히 깔끔한 성격으로 더러운 것을 참지 못한다. 유일하게 먹지 못하는 것이 호랭총각의 피다.
- 주모

호랭총각에게 매일 아침식사를 제공해주는 장본인. 처녀 시절 굉장히 난폭하였으나 결혼 후 온순해졌다. 상당히 인자한 아주머니.
- 나대용

무과를 응시하는 청년으로 효심이 지극하고 예의가 바르다. 홀어머니를 모시고 살며 활을 아주 잘 사용한다.
- MC화타

뛰어난 의술을 자랑하는 최고의 의사. 그러나 뒤늦게 음악에 심취하여 자신의 본분을 잊어버리기도 한다. 굉장히 심한 방향치. 이 할아버지는 호랭총각만큼은 아니지만 엄청난 인맥의 소유자인데 의술의 신선 김거북의 제자요, 소년 시절에는 숲속의 섭정중 한 명인 토끼공을 살려주었고 젊은 시절에는 암내나르의 병을 치료해주었다.
- 암내나르

엘프족의 족장. 자신의 겨드랑이 냄새를 정령화시킬 수 있으며 암내 자체가 흉기. 권모술수와 임기응변의 달인이다. MC화타의 도움으로 목숨을 건지고 정령술을 마스터하게 되었다.
- 이상균

명문가의 자손으로 관직에 별 욕심이 없으며 놀기 좋아함. 최미영과는 정적(政敵)관계.
- 최미영

이상균의 친구이자 정적. 굉장히 소심하며 야심에 차있다. 신분상승에 대한 집착은 강하지만 가문은 보잘것 없다.
- 허세민

세상을 떠돌아다니며 아무한테나 승부를 내자고 하는 승부사. 김쟌슨에게 패배당한 것이 원인이 되어 아무에게나 승부를 건다.
- 조시다

대대로 이름있는 선비를 배출한 아리조나 조씨 가문의 일원. 문무 실력 모두 떨어지지만 허세민에 대해서는 열정적이다.
- 김쟌슨

허세민을 꺾은 장본인.
- 조선 임금

나라를 훌륭하게 다스려 보려 하지만 원형탈모증(대머리)으로 고통받고 있다. 호랭총각의 도움으로 풍성한 머리를 얻게 된다. 6부에서는 호랭총각을 어사로 임명하고 백성들의 상황을 알려고 한다.
- 명나라 황제

어릴 적 사람들에게 크게 배신을 당한 전력이 있었기 때문에 사람을 신뢰하지 않고 절대로 배신하지 않으리라 믿는 동물들에게 강한 애착을 보인다. 그래서 사설 동물원을 따로 만들 정도였다. 그러나 이를 이용한 동물들이 황제를 갖고 노는 상황에까지 이르렀다. 호랭총각이 말을 할 줄 아는 호랑이였으므로 명나라 황제는 호랭총각을 아주 크게 총애했다. 명나라의 융경제를 그 모델로 활용했다.
- 명나라 황후

아랍 술탄의 딸. 황제가 정치에 별 관심이 없는 상황에서 황후마저 정치에 별 관심이 없던 탓에 칠공공이 반역을 범하게 되는 계기를 마련했다. 아랍 최고의 전사인 그녀는 황제의 사랑을 독차지하기 위해 최선을 다하고 있는 데다가 불같은 성격을 지닌 탓에 질투심이 막강하다. 하지만 황제에 대한 사랑만은 매우 지극하다.
- 칠공공(700)

명나라 황제를 최측근에서 모시는 내시. 황제가 권력에 대해 별 관심이 없다는 것을 이용하여 우정가 양산형 병기를 비밀리에 제조, 반란을 일으켰으나 우정가와 힘을 합친 황후에게 토벌당한다.
5부에서 정체가 드러나는데 본명은 알보칠. 과거 무림 사천왕의 제자였지만 너무 욕심이 많던 나머지 그들을 배신하려다 크게 당한다.
- 황룡

과거 진시황이 데리고 있던 애완동물이었고 현재 명나라 황제의 동물원 속 연못에 살고 있다. 원래는 카멜레온이었으나 진시황이 구해오라는 불로초를 먹는 바람에 몸이 황금색의 작은 용으로 변해 영원히 죽지 않게 되었고 입에서 불을 뿜는 능력만을 얻었다.
- 십장생

정체불명의 도적단 두령. 명나라에서 조선으로 돌아가던 호랭총각 일행을 습격했으며 신진대사의 행방을 쫓고 있다. 구파의 장문인들을 능가하는 초고수. 실제로 몇몇 장문인들이 이 자에 의해 쓰러졌고 그가 달고 있는 나무패에 묻어있는 것은 장문인들의 피.
```
정체는 칠공공의 부하인 다크엘프족 마법사. 상당히 잘생긴 암내나르와 달리 엄청나게 못생겼다. 암내나르와 털 대결을 하다 정가에게 날려진다.
```

- 포르말린 박사

장육봉에 의해 연구소가 파괴되자 이에 앙심을 품고 특수 제작한 독을 이용해 장육봉을 잡아들였다. 독의 전문가로 우정가를 다루기 위해 우정가에 독을 먹인 후 잡아들인 매드 사이언티스트.